# Joris Helleputte
Joris Helleputte, connu aussi sous le nom de Georges Augustin Helleputte, né à Gand le 31 août 1852 et mort à Louvain le 22 février 1925 , est un architecte, ingénieur des Ponts et Chaussées, professeur d'université et un homme politique belge membre du Parti catholique.

## Biographie
Georges Augustin Helleputte, né à Gand le 31 août 1852, est le fils de Pierre Helleputte, boulanger, et de Florentine De Hemmersman.
Après des humanités à l'Athénée royal de Gand et s'être formé à l'Université d'État de Gand de 1868 à 1873, dont il sort ingénieur-architecte des ponts et chaussées en 1874, il est nommé professeur à l'école d'ingénieur de l'Université catholique de Louvain.
Il mène également parallèlement une carrière comme architecte constructeur de 1874 à 1896 ainsi qu'une activité politique et culturelle au sein d'associations flamandes comme le Davidsfonds dont il est président. En 1890, il est le cofondateur avec Frans Schollaert du Boerenbond, syndicat des agriculteurs dont pendant 35 ans il a favorisé le développement. En 1895, il devient sous-directeur de la Commission royale des monuments.
Il produit une œuvre bâtie qu'Eugène De Seyn qualifie d'œuvre d'une valeur architecturale remarquable. Son travail d'ingénieur est également de grande qualité et Helleputte est appelé à la présidence des Congrès internationaux de navigation intérieure et maritime.
Il est un représentant du style néogothique qu'il traite de manière originale mêlant la brique et le bois.
Il est créé ministre d'État en 1912. Il est le beau-frère de François Schollaert dont il a épousé la sœur Louise Schollaert.
À la suite de son décès à Louvain le 22 février 1925, il est inhumé au cimetière de l'abbaye de Parc à Heverlee.

## Carrière politique
- 1889-1924 : député élu de Maaseik (à l'origine remplaçant Prosper Cornesse)
- 1907-1910 : ministre des PTT et des Chemins de Fer
- 1907-1908 : ministre de l'Agriculture
- 1910-11 et 1912-18 : ministre de l'Agriculture et des Travaux publics

## Réalisations architecturales
- « Gilde des métiers et industries » (« Gilde van Ambachten en neringen ») à Louvain.
- 1877 : nouvel amphithéâtre anatomique de l'Université catholique de Louvain
- 1878-1879 : la pédagogie Juste-Lipse de l'Université catholique de Louvain.
- 1886 : chapelle Sainte-Julienne à Saint-Josse-ten-Noode.
- 1892-1893 : le séminaire Léon XIII de l'Université catholique de Louvain.

## Distinction
- Grand-croix de l'ordre de la Couronne (en 1919).